# Fernando Escartín
Fernando Escartín Coti (ur. 24 stycznia 1968 w Biescas, Huesca, Aragonia) jest byłym hiszpańskim kolarzem szosowym. Zalicza się go do kolarzy najlepiej jeżdżących po górach w latach 90. Łącznie skończył 13 dużych wyścigów wieloetapowych z miejscem w pierwszej dziesiątce. Wycofał się z kolarstwa z końcem roku 2002.

## Drużyny
Escartin rozpoczął swoją karierę w drużynie Clas a od 1996 był kapitanem drużyny Kelme. Przez ostatnie dwa lata swojej kariery jeździł dla niemieckiej drużyny Team Coast.

## Sukcesy

### 1997
- 2. miejsce w łącznej klasyfikacji Vuelta a España
- Zwycięzca Volta a Catalunya
- 5. miejsce Tour de France

### 1998
- 2. miejsce Vuelta

### 1999
- 1 etap na Tour de France
- 3. miejsce w klasyfikacji łącznej Tour de France

### 2002
- 8. miejsce Giro d'Italia